# Ofsetni tisak
Ofsetni ili plošni tisak neizravna je tehnika plošnog tiska. Zbog jednostavnog procesa pripreme i kvalitetnog otiska niske cijene, danas se koristi za tisak većine grafičkih proizvoda. Tiska se uglavnom na papir, polukarton i karton. Ofsetni tisak smatra se nasljednikom litografije. Prvi ofsetni stroj za tisak konstruiran je 1903. godine. Neki od poznatih proizvođača strojeva za tisak bili su Heidelberg, Man Roland, Adast i Ryobi.

## Princip rada
Tiskovna forma izrađuje se na tankoj aluminijskoj ploči debljine od 0,15 do 0,70 milimetara koja je presvučena fotoosjetljivim slojem. Njenim osvjetljavanjem preko pozitiva i naknadnim razvijanjem dobiva se tiskovna forma. Osim alumijskih ploča, koriste se i višeslojne metalne ploče (najčešće kombinacija bakar-krom) te papirne i plastične folije (za male naklade). Tisak se temelji na vlaženju slobodnih (netiskajućih) površina tiskovne forme vodom (hidrofilnost, oleofobnost, svojstvo primanja vode i odbijanja bojila), a tiskovnih površina bojilom (oleofilnost, hidrofobnost, svojstvo primanja bojila, a odbijanja vode). Otisak se prenosi s tiskovne forme na gumenu navlaku, a zatim preko tiskovnog valjka (cilindra) na tiskovnu podlogu. Kao sredstvo vlaženja koristi se voda ili voda s dodatkom izopropilnog alkohola te voda s puferom za stabilizaciju pH vrijednosti. Ofsetno bojilo sastoji se od veziva, pigmenta, smole, punila i dodatka. Može se poboljšavati dodavanjem katalizatora sušenja, voskova (za veću otpornost prema struganju) i slično.

## Strojevi za tisak
Prema vrsti tiskovne forme, ofsetne strojeve dijelimo na strojeve za tisak iz arka i strojeve za tisak iz role. Prema broju boja koje se tiskaju u jednom prolazu, strojeve za tisak dijelimo na: jednobojne, dvobojne, četverobojne, peterobojne, šesterobojne, osmerobojne i deseterobojne.

### Strojevi za tisak iz arka
Prema formatu, stojeve za tisak iz arka dijelimo na:
- strojeve malog formata (veličina arka do A2 formata)
- strojeve srednjeg formata (veličina arka od A2 do B1 formata)
- strojevi velikog formata (veličina arka veća od B1 formata).

Stroj za tisak iz arka se sastoji od sljedećih cjelina:
- aparat za ulaganje araka
- tiskovna jedinica
- uređaj za vlaženje tiskovne forme
- uređaj za bojenje tiskovne forme
- aparat za izlaganje araka.

Uloga aparata za ulaganje je precizno i neprekidno ulaganje tiskovne podloge u tiskovnu jedinicu. Tiskovna jedinica se sastoji od temeljnog, ofsetnog i tiskovnog cilindra. Na ofsetnom cilindru nalazi se gumena navlaka koja prenosi otisak s ofsetne ploče na tiskovnu podlogu. Uloga uređaja za vlaženje je vlaženje netiskajućeg dijela tiskovne forme tekućinom za vlaženje. Uređaj za bojenje tiskovne forme nanosi bojilo na tiskovnu formu (ofsetnu ploču). Debljina bojila koja se nanosi je vrlo tanka, 2-3 mikrona, a u svrhu što kvalitetnije reprodukcije otiska. Zadnji u nizu je aparat za izlaganje koji uzima arak od tiskovnog cilindra i odlaže ga na izlagaći stol.

### Strojevi za tisak iz role
Osim strojeva za tisak iz arka, postoje i strojevi za tisak iz role. Prema proizvodima koje tiskaju, najčešće se dijele na rotacije za tisak revija i rotacije za tisak novina. Zbog specifične konstrukcije, ograničena im je mogućnost tiska ukupnog broja stranica. Najčešće je to 4, 8, 16 ili 32 stranice. 

## Prednosti i nedostaci ofsetnog tiska
Prednosti ofsetnog tiska u odnosu na druge tehnike tiska:
- visoka kvaliteta slike
- brza i laka izrada tiskovne forme
- dug životni vijek tiskovne forme (kod višeslojnih metalnih ploča)
- troškovi tiska (jeftiniji način izrade visoko kvalitetnog tiska u velikim količinama).

Nedostaci ofsetnog tiska:
- oksidiranje tiskovne forme (u slučaju nepravilnog čuvanja)
- fiksni troškovi pripreme (zbog čega se manje količine tiskaju najčešće u tehnici digitalnog tiska i digitalnog ofseta).

## Vanjske poveznice
- Igor Majnarić: Kvaliteta digitalnih otisaka uvjetovana starenjem tiskovne podloge
- Povijest ofsetnog tiska  Arhivirana inačica izvorne stranice od 14. srpnja 2011. (Wayback Machine) (engl.)
- Prvi ofsetni stroj (engl.)